# Hszücsou
Hszücsou (kínaiul: 徐州, pinjin átírással: Xúzhōu) prefektúra szintű nagyváros Kínában, Csiangszu tartományban.
Közlekedési csomópont, valamint egy szénmező központja. Fő ipari termékei: gépek és textíliák. Lakosainak száma 9 083 790 fő (2020).

## Népesség
| 2015 | 8 669 000 |
| 2020 | 9 083 790 |

## Közlekedés

### Helyi közlekedés
A városban metró is működik.

## Fordítás
- Ez a szócikk részben vagy egészben  a   Xuzhou című angol Wikipédia-szócikk fordításán alapul.  Az eredeti cikk szerkesztőit annak laptörténete sorolja fel. Ez a jelzés csupán a megfogalmazás eredetét és a szerzői jogokat jelzi, nem szolgál a cikkben szereplő információk forrásmegjelöléseként.